# Ржевское (Калининград)
Ржевское — исторический район в Московском районе Калининграда. Ранее данная территория называлась имение Нейендорф.

## Расположение
Ржевское находится на крайнем юго-востоке Московского района, непосредственно на пересечении автодороги А196 (бывшая немецкая дорога 131) и магистральной дороги 516 (бывшая автомагистраль Берлин — Кёнигсберг, в просторечии «Берлинка») в обход Калининграда. От центра города Калининграда — шесть километров.
Ближайшая железнодорожная станция — Айвазовского на железнодорожной линии от Калининграда на Черняховск (Инстербург) и Гусев (Гумбиненн) в Литве (бывшая прусская Восточная железная дорога).

## История
Нейендорф, ранее назывался Gutsort, существовал до 1945 года с большой фермой и небольшими домами. В 1874 году деревня была центром вновь созданного района Нейендорф, а затем деревне в 1900 году было официально дано название «имение Нейендорф». До 1939 года село входило в состав административного района Кёнигсберг прусской провинции Восточная Пруссия. 30 сентября 1928 года был образован приход с таким же названием.
В 1910 году в имении Нейендорф проживало 368 зарегистрированных жителей. К 1933 году эта цифра увеличилась до 477 человек.
1 апреля 1939 года имение Нейендорф с соседними общинами Schönfließ (Комсомольское) и Seligenfeld (Дальнее) включены в состав Кёнигсберга.
В 1946 году город Кёнигсберг со своими районами стал частью Советского Союза, и имение Нейендорф получило русское название Ржевское. С тех пор является частью Московского района Калининграда.